# Miguel Alemán Valdés, Mexiko
Miguel Alemán Valdés är en ort i Mexiko.   Den ligger i kommunen Agua Dulce och delstaten Veracruz, i den sydöstra delen av landet, 500 km öster om huvudstaden Mexico City. Miguel Alemán Valdés ligger 63 meter över havet och antalet invånare är 287.
Terrängen runt Miguel Alemán Valdés är platt. Runt Miguel Alemán Valdés är det ganska tätbefolkat, med 65 invånare per kvadratkilometer. Närmaste större samhälle är Agua Dulce, 8,9 km norr om Miguel Alemán Valdés. Omgivningarna runt Miguel Alemán Valdés är en mosaik av jordbruksmark och naturlig växtlighet.